# Kjellmyra
Kjellmyra is een plaats in de Noorse gemeente Åsnes, provincie Innlandet. Kjellmyra telt 399 inwoners (2007) en heeft een oppervlakte van 0,7 km².